# Maris (peuple)
Pour les articles homonymes, voir Maris.
Les Maris (en mari : мари, en russe : марийцы) également connus sous le nom de Tchérémisses (en russe : черемисы), sont un peuple de langue et de tradition finno-ougrienne qui se partage en deux groupes distincts : 
- à l'ouest le long de la haute vallée de la Volga une minorité, les Maris des montagnes (ou des collines), convertis depuis longtemps au christianisme et parlant traditionnellement le mari (langue devenue très minoritaire face à la langue russe),
- et une majorité à l'est, les Maris des plaines (ou des prairies), qui continuent de pratiquer leur religion d'origine, le marla (autrefois qualifié de paganisme) et parlant eux aussi traditionnellement le mari.

Ils furent soumis par la Russie au temps du tsar Ivan le terrible,.

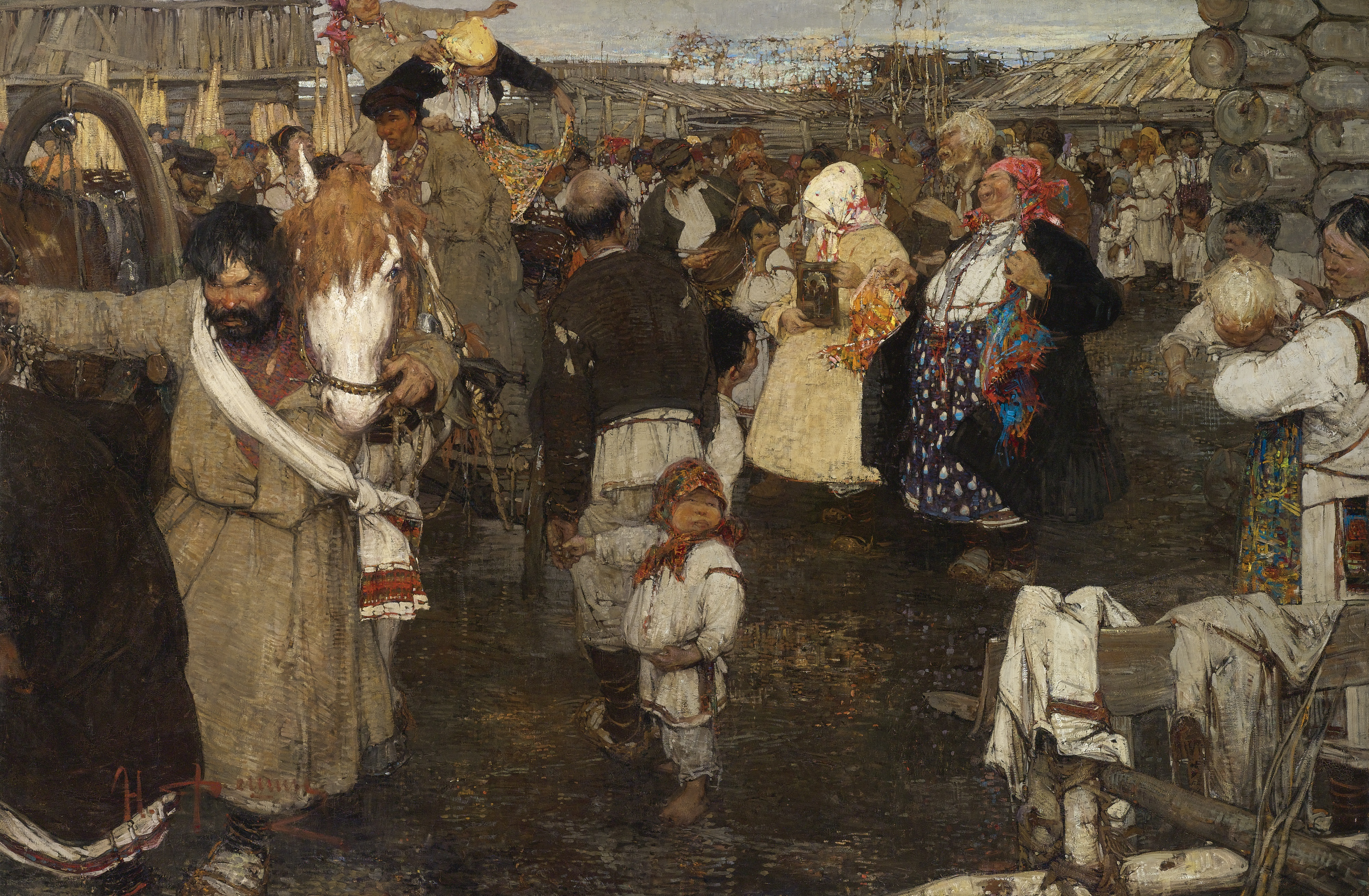
Nikolaï Fechine, Mariage chez les Tchérémisses

## Religion
Le marla est resté très vivace chez les Maris. Ils ont d'abord été islamisés.
Au XVIIe siècle, ils subirent la politique de christianisation de l'État russe, et furent un des rares peuples musulmans où celle-ci fut fructueuse.
On estime qu'aujourd'hui 5 à 7 % des Maris sont marlas par tradition familiale, tandis que 60 % pratiquent un syncrétisme pagano-orthodoxe.

### Marla
Chaque village mari a son « karte », prêtre marla. Jusqu'en 1887 on pouvait assister à des prières collectives, avec la participation de tous les kartes et de dizaines de milliers de pèlerins. Les autorités tsaristes interdirent par la suite ces rassemblements religieux. Depuis 1991, on assiste à une renaissance du Marla, les statuts d'une « union religieuse » dénommée Ochmari Tchimari (Mari blanc/Mari pur) ont été déposés. Il s'agit de la plus grande association religieuse non abrahamique de la fédération de Russie. Son grand prêtre est l'écrivain mari Louzykaïne. Les intellectuels maris considèrent le Marla comme un instrument de lutte contre la russification.
Le dieu-créateur suprême des Maris, chef des autres dieux, se nomme « Blank ». Il est anthropomorphe. Le panthéon marla en compte des dizaines d'autres : le dieu de la vie organique, la Terre-mère, la Mère-Soleil et les esprits de la nature qui habitent les bois et les arbres sacrés. À la différence des autres religions non abrahamiques russes, les Maris ne vénéraient pas d'idole, mais les forêts sacrées.
Le 22 septembre 1995 s'est déroulé un grand rassemblement de prière marla près du village de Koupriyanovo. Cette cérémonie n'a lieu que rarement, les précédentes dataient de 1953 et de 1882. Les kartes y sacrifiaient autrefois des chevaux, des taureaux et des oies.
Le Président de la république est béni, à son entrée en fonction, par l'évêque orthodoxe et par le grand prêtre marla.

## Filmographie
- (ru) Le Dernier Voyage de Tanya film russe du réalisateur Alekseï Fedortchenko, 2010
- (ru) Les épouses célestes du peuple mari, réalisateur Alekseï Fedortchenko, 2012. Présenté à Paris en novembre 2013 dans le cadre du festival Regards de Russie